# Estnische Kriegsgräberstätte Lübeck

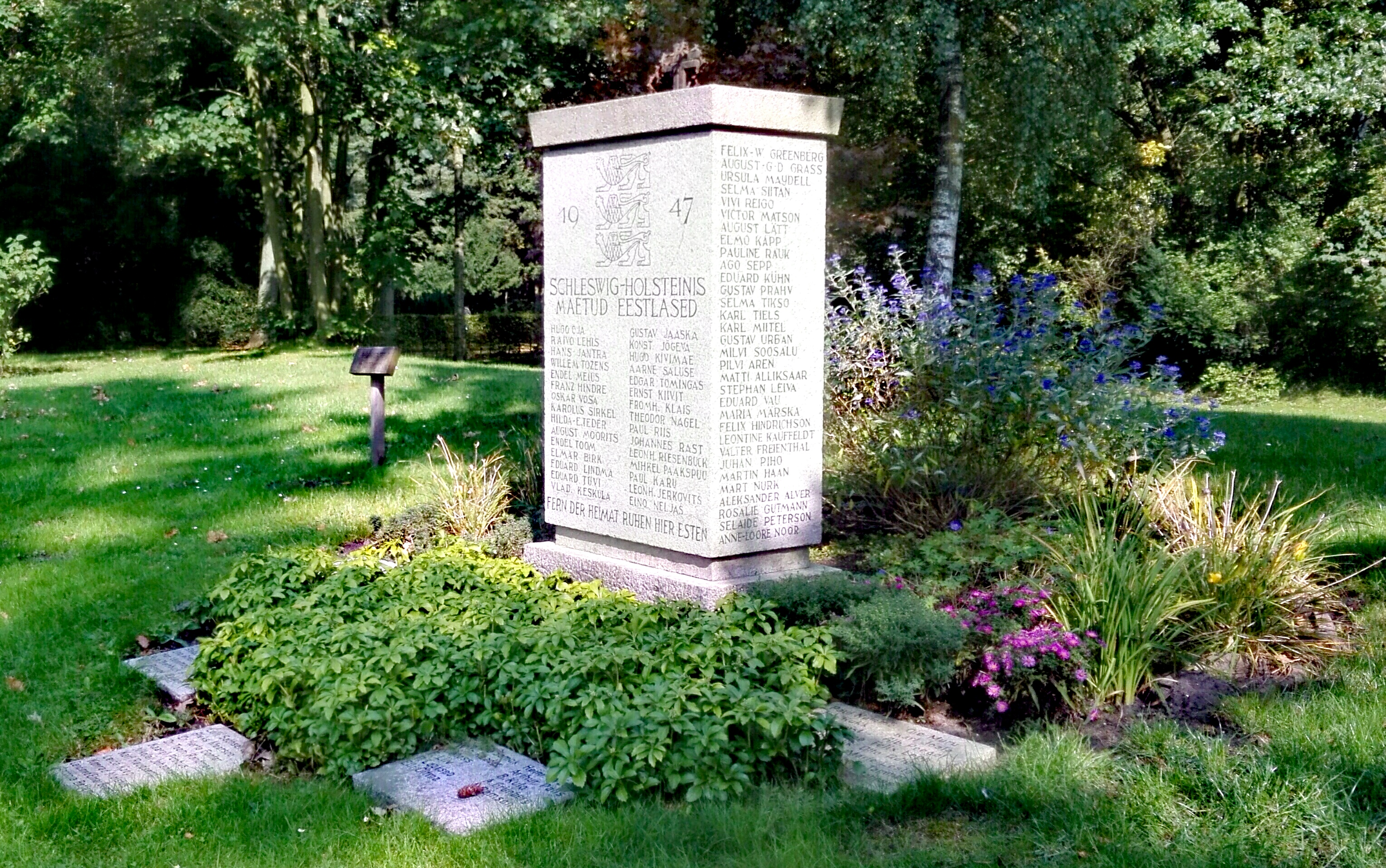
Estnische Kriegsgräberstätte

Die Estnische Kriegsgräberstätte auf dem Vorwerker Friedhof der kreisfreien Hansestadt Lübeck ist eine auf Initiative und Kosten der estnischen Volksgemeinschaft finanzierte Kriegsgräberstätte zur Erinnerung an die im Schleswig-Holsteinischen Exil nach dem Zweiten Weltkrieg verstorbenen Esten aus der Zivilbevölkerung. Das Gräbergesetz garantiert in der Bundesrepublik die Unverletzlichkeit des Mahnmals und die Übernahme der Kosten für die Grabpflege.
Die Baltischen Staaten wurden zu Beginn des Krieges von der Sowjetunion zuerst besetzt und dann annektiert. Die einmarschierende Wehrmacht verdrängte sie wieder und wurde von den Einwohnern als deren Befreier begrüßt. Als die Rote Armee 1944 nach Estland zurückkehrte, flohen zahlreiche Esten vor ihr um einer vermeintlichen Verfolgung zu entgehen.

## Kriegsgräberstätte
Das Denkmal in Form eines Grabsteins mit liegenden Platten wurde von den estnischen Architekten Richard Wunderlich (1902–1976) und Roman Koolmar (1904–1971) entworfen. Sie lebten zu jener Zeit als Displaced Persons im DP-Lager Pöppendorf.
Die estnische Volksgemeinschaft hatte das Denkmal zur Erinnerung an die in Schleswig-Holstein verstorbenen Esten 1947 finanziert. Auf der Vorderseite umschließt die Jahreszahl 1947 das Wappen der ehemaligen baltischen Republik in Form der drei schreitenden, den Betrachter anschauenden, Leoparden. Darunter stehen über den 30 Namen „Schleswig-Holsteinis maetud eestlased“ (Esten in Schleswig-Holstein beigesetzt). Unter den Namen steht als deutsche Übersetzung der Inschrift: „Fern der Heimat ruhen hier Esten“. Die deutsche Inschrift ist aber falsch (oder falsch übersetzt), da nach den Unterlagen der Friedhofsverwaltung hier keine Toten bestattet worden sind.
Die das Denkmal umgebende Fläche hätte auch nicht so viele Bestattungen aufnehmen können, wie Inschriften vorhanden sind. Folglich handelt es sich um einen Gedenkstein.